# Ayag Garvand (Agdam)
Ayag Garvand est un village de la région d'Agdam en Azerbaïdjan,.